# Garypinidae
Garypinidae (лат.) — семейство псевдоскорпионов из подотряда Iocheirata.
Более 70 видов во всех регионах мира.

## Описание
Мелкие псевдоскорпионы, длина тела обычно 1—2 мм (некоторые крупнее, длина у Serianus validus до 5 мм, у Serianus arboricola до 4,5 мм, у Thaumatolpium robustius до 4 мм). Большинство видов имеют сильно разделенные аролии на цевках всех ног, но у представителей нескольких родов (Neominniza, Oreolpium, Protogarypinus, Teratolpium и Thaumatolpium) этот признак отсутствует. Гарипиниды встречаются по всему миру и часто находятся под корой деревьев. Несколько родов, таких как Amblyolpium и Solinus, широко распространены.

## Классификация
Включает более 70 видов и 21 род. Семейство было впервые выделено в 1888 году Дадаем для рода Garypinus из Южной Европы. Чемберлин (1930) и все последующие исследователи считали его подсемейством Olpiidae, пока Джадсон (2005) не повысил статус группы до семейства.
- Aldabrinus Chamberlin, 1930
- Amblyolpium Simon, 1898
- Caecogarypinus Dashdamirov, 2007[9]
- Galapagodinus Beier, 1978[10]
- Garypinidius Beier, 1955
- Garypinus Daday, 1888
- Haplogarypinus Beier, 1959
- Hemisolinus Beier, 1977
- Indogarypinus Murthy & Ananthakrishnan, 1977[11]
- Nelsoninus Beier, 1967[12]
- Neoamblyolpium Hoff, 1956
- Neominniza Beier, 1930
- Oreolpium Benedict & Malcolm, 1978[13]
- Paraldabrinus Beier, 1966
- Protogarypinus Beier, 1954
- Pseudogarypinus Beier, 1931
- Serianus Chamberlin, 1930[14][15][16]
- Solinellus Muchmore, 1979[17]
- Solinus Chamberlin, 1930
- Teratolpium Beier, 1959[18]
- Thaumatolpium Beier, 1931[19]